# Градац (Горње Левиће)
Градац је рановизантијско утврђење које се налази у Горњем Левићу, у општини Брус. Утврђење је контролисало путне правце што су пресецали планински масив Копаоника, односно подручје изворишног дела Топлице и ширу зону ка Прокупљу и Куршумлији.
У утврђењу неправилне троугаоне основе уочава се више фаза живљења, од 3. века до средњег века. На јужној страни утврђења су остаци куле која је веома оштећења вађењем камена, тако да су зидови очувани сам фрагментарно. Рановизантијска фаза документована је фибулом (византијски тип фибуле са посувраћеном ногом) која се датује у 6. или почетак 7. века. У оквиру важног касноантичког утврђења чији бедеми досежу ширину 2,3m, откривени су сакрални су сакрални и стамбени објекти. Олтарски простор ранохришћанске базилике сачуван је само у нижим зонама. Поред базилике, делимично су истражена четири објекта, зидана каменом и кречним малтером или само каменом и блатом. 
Један од објеката сачуван до висине 80cm, датује се у 5/6. век. На основу веома богатог керамичког материјала (фрагменти питоса, лонаца и чешљатих амфора) одређена је намена објеката као спремишта за храну. Поред наведених налаза, откривени су остаци материјалне културе из 9/10. века који потврђују живот у насељу и након периода касне антике односно ране Византије. То су делови коњаничке и коњске опреме (коњске жвале, копче, мамузе), који се ретко налазе на другим утврђеним насељима у унутрашњости Балканског полуострва, будући да већина утврђења нестаје у првој половини 17. века, са крахом византијске власти на овом подручју. Локалитет на самој граници НП Копаоник значајан је за касноантички фортификациони систем на Копаонику, као и за рану христијанизацију ових крајева.